# سامكيليزيوي زولو
سامكيليزيوي زولو (بالإنجليزية: Samkelisiwe Zulu) (مواليد 14 أبريل 1990) لاعبة كرة قدم زيمبابوي. مثلت زيمبابوي في مسابقة كرة القدم في دورة الألعاب الأولمبية الصيفية 2016 . 

## روابط خارجية
- سامكيليزيوي زولو على موقع الاتحاد الدولي (مؤرشف)  (الإنجليزية)
- سامكيليزيوي زولو على موقع قاعدة بيانات كرة القدم.إي يو (الإنجليزية)
- سامكيليزيوي زولو على موقع اللجنة الأولمبية الدولية (الإنجليزية)
- سامكيليزيوي زولو على موقع أوليمبيديا (الإنجليزية)